# Špicberky a Jan Mayen
Špicberky a Jan Mayen (norsky Svalbard og Jan Mayen) je společné označení dvou norských ostrovních území v Severním ledovém oceánu, Špicberků a Jan Mayenu. Ačkoli jsou od sebe vzdálená asi 1070 km a mají odlišné postavení (Jan Mayen je součástí Norska, zatímco Špicberky jsou Norskem spravovány na základě Špicberské smlouvy), někdy se seskupují pro statistické účely. Mají společný kód podle ISO 3166-1.

## Symboly
Špicberky a Jan Mayen užívají pouze norské symboly.